# Fujiwara no Nakanari
Fujiwara no Nakanari (藤原仲成, [(764-810)] Erro: {{japonês}}: texto da transliteração contém caractere não latino (pos 17) (ajuda))  foi um nobre do período Nara da história do Japão. Foi o filho mais velho do chūnagon Fujiwara no Tanetsugu do Ramo Shikike do Clã Fujiwara. Foi sangi no reinado do Imperador Heizei.

## Vida
Em 785, quando seu pai, Tanetsugu foi assassinado, Nakanari recebeu o título de Jū go i ge (従五位下, oficial júnior de quinto escalão) apesar da sua juventude. Na corte de Kanmu, ocupou vários cargos regionais, bem como posições na guarda imperial e no Daijō-kan. Foi promovido três vezes, culminando com o posto de Jū shi i ge (従四位下, oficial júnior de quarto escalão) em 801.
Na corte do imperador Heizei, sua irmã mais nova Kusuko se tornou a preferida do Imperador, e Nakanari aproveitou do fato para angariar maior poder político. Mas apesar disso, suas ações traiçoeiras e arbitrárias acabaram tornando-o impopular. Se envolveu no Incidente do Príncipe Iyo de 807, em que o irmão mais novo de Heizei, o príncipe Iyo foi acusado de liderar uma conspiração que terminou com o seu suicídio, após o qual Nakanari foi promovido a posições mais importantes. Em 809 foi nomeado Kansatsu-shi (観察使) de Hokurikudō, uma posição equivalente a de sangi, juntando-se assim as fileiras do kugyō.
Mais tarde nesse ano, Heizei abdicou do trono em favor de seu irmão mais novo, o Imperador Saga. Nakanari e Kusuko, temendo a perda de sua influência política, mudaram-se com Heizei para Heijō-kyō e planejaram retomar o trono, encorajando Heizei a criar uma Corte adversária a de Saga, fato que ficou conhecido como o Incidente Kusuko. Em 810, Saga eliminou o Sistema Kansatsu-shi  criado por Heizei. Heizei ordenou que a sede da capital deveria retornar para Heijō-kyō no outono, as relações entre as duas Cortes pioraram ainda mais. Saga decidiu vetar a mudança da capital. Quatro dias após a proposta da Heizei, enviou delegados para as províncias de  Ise, Omi, e Mino ordenando-lhes para fechar suas fronteiras. Alguns dias mais tarde Nakanari foi capturado. Foi preso e rebaixado a Kokushi (governador provisório) de Sado, para que no dia seguinte pudesse ser fuzilado por Ki no Kiyonari ( 紀清成 ) e Sumiyoshi no Toyotsugu ( 住吉豊継 ). Kusuko morreu envenenada, Heizei fez a tonsura e se tornou um Bhikkhu (monge budista).
A execução de Nakanari foi considerada a última realizada pela Corte até a Rebelião Hōgen de 1156. No entanto, de acordo com o estudioso Masataka Uwayokote. como o método de execução utilizado não seguiu as opções definidas no Código Yōrō: decapitação ou estrangulamento, e como aconteceu depois que Nakanari foi oficialmente rebaixado, esta execução seria uma ordem pessoal do Imperador, ao invés de uma execução formal sob o ritsuryō.